# Dirección General de Coordinación y Estudios
La Dirección General de Coordinación y Estudios (DGCE) de España es el órgano directivo del Ministerio del Interior, adscrito a la Secretaría de Estado de Seguridad, a través del cual el titular de esta última recibe apoyo y asesoramiento en su función de coordinación y supervisión de la actuación de las Fuerzas y Cuerpos de Seguridad del Estado y de colaboración con las policías autonómicas y las policías locales.
Asimismo, la Dirección General es responsable de realizar la inspección, comprobación y evaluación del desarrollo de los servicios, centros y unidades, centrales y periféricos, de las direcciones generales de la Policía y de la Guardia Civil; de confeccionar las instrucciones y los planes directores y operativos de la Secretaría de Estado en materia de seguridad ciudadana, supervisando su ejecución; de auxiliar al titular de la Secretaría de Estado en su función como responsable superior del Sistema Nacional de Protección de las Infraestructuras Críticas y como coordinador de las políticas de ciberseguridad encomendadas al Ministerio; de elaborar periódicamente los datos estadísticos de criminalidad; de diseñar y desarrollar acciones formativas comunes para los miembros de las Fuerzas y Cuerpos de Seguridad y de coordinar y evaluar acciones y sistemas comunes de las Fuerzas y Cuerpos de Seguridad encaminados a la protección de colectivos vulnerables.

## Historia

### Antecedentes: el Gabinete
El origen inmediato de la Dirección General de Coordinación y Estudios es el Gabinete de Coordinación y Estudios, un órgano directivo con rango de subdirección general que se creó en agosto de 1996 a partir de la refundición de otros dos gabinetes: el Gabinete de Coordinación y el Gabinete de Estudios y Prospectiva. En un primer momento, al Gabinete se le confirieron funciones relacionadas con la realización de estudios e informes, dar asesoramiento y apoyo en la coordinación en materia de seguridad ciudadana, actualización del modelo policial; formación y cooperación policial; elaboración de proyectos de disposiciones generales; supervisión de los planes de modernización de las Fuerzas y Cuerpos de Seguridad del Estado; coordinación de la ejecución de los planes en materia de cooperación policial internacional, y las actuaciones que correspondían al Ministerio del Interior en relación con el Sistema de Información Schengen (SIS).
A pesar de que en 2004 se renombró simplemente como Gabinete de Coordinación, no alteró sus funciones aunque en 2006 se creó el Gabinete de Estudios de Seguridad Interior, «encargado de apoyar, mediante la elaboración de estadísticas y estudios e investigaciones sobre la situación y tendencias de la seguridad, a los órganos superiores y directivos del Ministerio del Interior en la elaboración de las políticas de seguridad y en la toma de decisiones relacionadas con esta materia. Asimismo, complementará, con el desarrollo e impulso de acciones formativas específicas, la especialización de los altos responsables de las Fuerzas y Cuerpos de Seguridad del Estado».
Seis años más tarde, en 2012, el Gabinete de Coordinación se fusionó con el Gabinete de Estudios de Seguridad Interior volviendo a llamarse el órgano resultante Gabinete de Coordinación y Estudios y con mayores competencias puesto que, además de las tradicionales, se le confirieron competencias sobre el diseño de estrategias específicas para luchar contra la criminalidad, todos los asuntos estadísticos sobre criminalidad integrando los datos de todos los cuerpos policiales de España, promover acciones conjuntas de formación entre Cuerpos, fomentar la participación y colaboración con las universidades, actuar como Centro Español de la Academia Europea de Policía, asumir la dirección del Centro Nacional de Protección de Infraestructuras Críticas, entre otras funciones.
Entre 2012 y 2020 continuó aumentando en competencias, añadiéndole además responsabilidades sobre el Sistema de Seguimiento Integral de los casos de Violencia de Género, la Oficina Nacional de Lucha Contra los Delitos de Odio o el Centro Nacional de Desaparecidos, entre otros.

### Dirección General
Ante el creciente tamaño tanto en funciones como en estructura de personal, en 2021, el ministro del Interior, Fernando Grande-Marlaska, decide elevar al rango de dirección general al órgano directivo, creando oficialmente la Dirección General de Coordinación y Estudios el 12 de marzo de 2021. Con este cambio de categoría, se le adscribió la Inspección de Personal y Servicios de Seguridad, que tradicionalmente había sido independiente y el titular de la Dirección General pasaba de ser un órgano puramente técnico a uno político-técnico.

## Funciones
De acuerdo con el Real Decreto 207/2024, de 27 de febrero, a la DGCE le corresponden las siguientes funciones:
1. Desarrollar estrategias específicas de lucha contra la criminalidad y elaborar las instrucciones y los planes directores y operativos de la Secretaría de Estado en materia de seguridad ciudadana, coordinando la actuación de las Fuerzas y Cuerpos de Seguridad del Estado en este ámbito, así como de éstos con las policías autonómicas y las policías locales.
2. Desarrollar, implantar y gestionar la Estadística Nacional de Criminalidad, integrando todos los datos procedentes de las Fuerzas y Cuerpos de Seguridad del Estado, las policías autonómicas y las policías locales.
3. Elaborar periódicamente informes estadísticos sobre la situación y evolución de la criminalidad.
4. Realizar investigaciones, estudios, análisis e informes sobre aspectos relacionados con la política de seguridad, el modelo policial y la seguridad ciudadana.
5. Promover y desarrollar acciones formativas conjuntas para miembros de las Fuerzas y Cuerpos de Seguridad del Estado, las policías autonómicas y las policías locales.
6. Fomentar la participación y colaboración de la Universidad, de otras entidades o instituciones públicas y privadas y de personalidades investigadoras o del ámbito académico en el desarrollo de las actividades y funciones que le corresponden.
7. Informar los proyectos de disposiciones generales en el ámbito de sus competencias.
8. Elaborar resoluciones, instrucciones y circulares para su posterior elevación al titular de la Secretaría de Estado.
9. Actuar como Unidad Nacional de la Agencia de la Unión Europea para la Formación Policial (CEPOL).
10. Establecer, en el ámbito de sus competencias, las relaciones correspondientes con otros centros o unidades similares de la Unión Europea, de sus Estados miembros o de terceros países.
11. Impulsar, coordinar y supervisar, a través del Centro Nacional de Protección de Infraestructuras Críticas (CNPIC), todas las actividades que tiene encomendadas la Secretaría de Estado en relación con la protección de las infraestructuras críticas y de los servicios esenciales en el territorio nacional, en colaboración con otros Departamentos ministeriales.
12. Constituirse como Servicio Central de Violencia de Género para la dirección, definición y operación del Sistema de Seguimiento Integral de los casos de Violencia de Género.
13. Dirigir la Oficina Nacional de Lucha Contra los Delitos de Odio.
14. Dirigir el Centro Nacional de Desaparecidos.
15. Ejercer, a través de la Oficina de Coordinación de Ciberseguridad (OCC), de punto de contacto nacional de coordinación operativa para el intercambio de información con la Comisión Europea y los Estados miembros, en el marco de lo establecido por la Directiva 2013/40/UE, del Parlamento Europeo y del Consejo, de 12 de agosto de 2013, relativa a los ataques contra los sistemas de información; ejercer como canal específico de comunicación entre los Centros de Respuesta a Incidentes Cibernéticos (CSIRT) nacionales de referencia y la Secretaría de Estado de Seguridad, así como constituirse en Centro de Respuesta a Incidentes Cibernéticos del Ministerio del Interior de apoyo a la Policía Judicial (CSIRT-MIR-PJ), con la finalidad dar soporte técnico y coordinar a las unidades de investigación de la ciberdelincuencia de las Fuerzas y Cuerpos de Seguridad del Estado en los supuestos que se determinen.
16. Constituirse, a través de la OCC, como Observatorio de la Cibercriminalidad del Ministerio del Interior con el objeto de monitorizar y detectar tendencias para hacer frente a nuevos retos y amenazas en dicho ámbito, recopilar, procesar y analizar información sobre ciberseguridad, cibercriminalidad y campañas de desinformación, con la finalidad de elaborar productos de inteligencia
17. Ejercer la coordinación de los Centros de Cooperación Policial y de Cooperación Policial y Aduanera.
18. Centralizar, a través del Centro Permanente de Información y Coordinación (CEPIC), la recepción, clasificación y distribución de sucesos, noticias e informaciones generadas por las Fuerzas y Cuerpos de Seguridad y cualesquiera otras instituciones públicas o entidades privadas cuya actividad tenga relación con la seguridad pública y los planes operativos o estratégicos que establezca la Secretaría de Estado.
19. Actuar como subregistro principal OTAN/EU/ESA para la recepción, transmisión y custodia de la documentación clasificada.
20. Albergar en su estructura la figura del Delegado de Protección de Datos de la Secretaría de Estado de Seguridad.

## Estructura
La Dirección General se integra por un único órgano directivo:
- La Inspección de Personal y Servicios de Seguridad, con nivel orgánico de subdirección general, encargada de la inspección, comprobación y evaluación del desarrollo de los servicios, centros y unidades, centrales y periféricos, de las Direcciones Generales de la Policía y de la Guardia Civil, así como de las actuaciones realizadas por los miembros de los respectivos Cuerpos en el cumplimiento de sus competencias.

Asimismo, también posee una Oficina Nacional de Garantías de los Derechos Humanos (ONGADH) para asegurar el cumplimiento de la normativa nacional e internacional en relación con la tortura y otros tratos o penas crueles, inhumanos o degradantes por las Fuerzas y Cuerpos de la Seguridad del Estado (FCSE).
Por último, también dependen de la Dirección General:
- El Centro Nacional de Desaparecidos.
- El Centro Nacional de Protección de Infraestructuras Críticas.
- La Oficina Nacional de Lucha Contra los Delitos de Odio.

## Titulares
Desde que se elevó el órgano a rango de dirección general, el único director general ha sido José Antonio Rodríguez González, comisario jubilado del Cuerpo Nacional de Policía.